# Paul Köllensperger

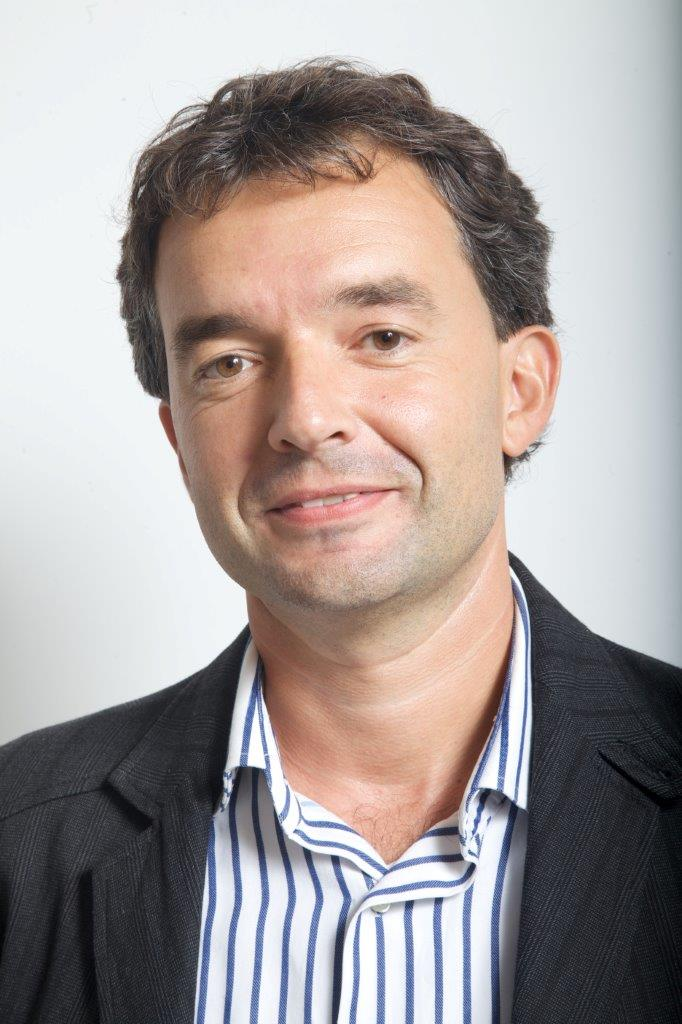
Paul Köllensperger (2013)

Paul Köllensperger (* 13. August 1970 in Bozen) ist ein Südtiroler Politiker (TK).

## Leben
Köllensperger besuchte das Franziskanergymnasium Bozen. Anschließend begann er ein Studium an der Wirtschaftsfakultät der Universität Bologna, das er allerdings nicht abschloss. Von 2003 bis 2013 war er im Internetsektor und im Bereich erneuerbare Energie als Unternehmer und Angestellter tätig.
Bei den Landtagswahlen 2013 kandidierte er für Beppe Grillos MoVimento 5 Stelle und konnte als Meistgewählter seiner Liste mit 1.333 Vorzugsstimmen über ein Restmandat in den Südtiroler Landtag und damit gleichzeitig den Regionalrat Trentino-Südtirol einziehen.
Bei den Landtagswahlen 2018 trat er mit seinem von MoVimento 5 Stelle losgelösten Team Köllensperger (in der Folge Team K) an, das 15,2 % der Stimmen und sechs Mandate erringen konnte. Köllensperger erhielt dabei als Spitzenkandidat 29.530 Vorzugsstimmen.
Bei den Landtagswahlen 2023 gelang ihm mit 15.409 Vorzugsstimmen die Wiederwahl.